# Искендер Челебијина џамија
Искендер Челебијина џамија, у новије време позната и као Мелајска џамија једна је од џамија у Новом Пазару. Највероватније је подигнута почетком 16. века, а први пут се помиње у писаним документима 1528. године. 
Њен задужбинар био је Искендер Челебија. Позната је и као „Мелајска џамија” по Мустафи Мелајцу.

## Опште информације
Џамија се налази у центру Новог Пазара на углу улица Деда Шеховића и Рифата Бурџевића, а изграђена је почетком 16. века. Назив „Мелајска џамија” носи по Мустафи Мелајцу који се у периоду између Првог и Другог светског рата бринуо о њој. Изградио ју је Искендер Челеби, син Јакуб-бега, припадника имућне новопазарске спахијске породице.
Као постојећи објекат, ова џамија се први пут у писаним документима помиње 1528. године. У документима се помиње и Искедереов брат Синан-бег, који је 1540. годије био градитељ медресе, која је по њему добила име, као и неколико других објеката у Новом Пазару односно имарет, неколико трговачких радњи, каравансарај и нови хамам. Џамија је имала велико двориште, у њему мектеб, који је данас у склопу џамије, а на месту тадашњег изграђена је вакуфска имамска кућа.
Више пута је рушена, а током обнова није вођено рачуна о првобитној архитектури и материјалима, па је данас аутентичан само њен минарет. Реновирана је неколико пута, укључујући обнове 1980. и 2011. године.